# سابيليات
السابيليات (الاسم العلمي: Sabellida) هي رتبة من الحيوانات تتبع طائفة كثيرات الأشعار من شعبة الحلقيات.

## التصنيف
- فصيلة السابيلات
  - جنس السابيلة
- فصيلة السبوغلينات
  - جنس السبوغلينة
  - جنس الأواسيسية
  - جنس الريدجية
  - جنس الريفتية
  - جنس التيفنية